# David Divessen (Bürgermeister)

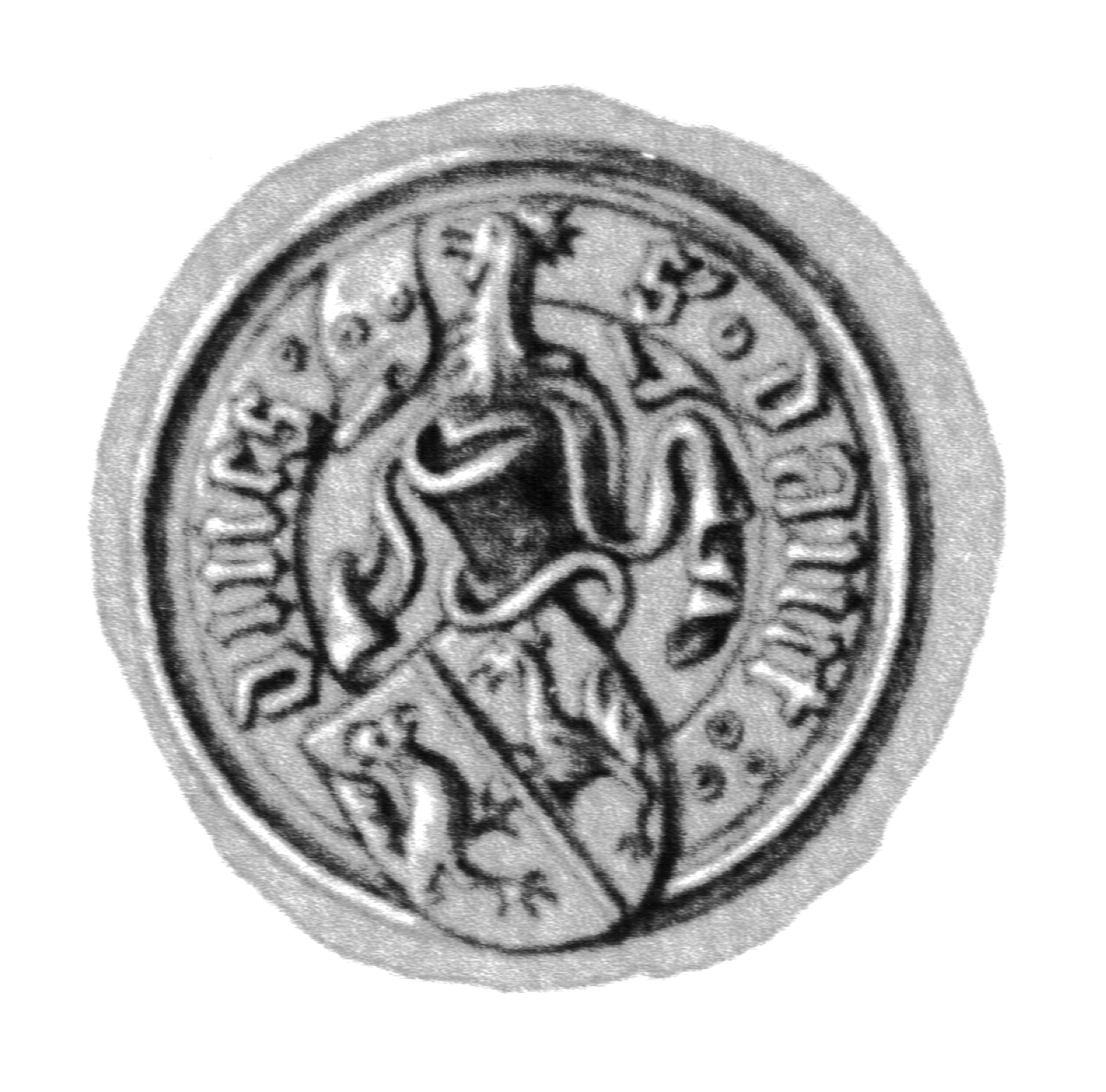
Siegel des David Divessen (um 1498)

David Divessen, auch Divitz († 2. Februar 1509 in Lübeck) war ein Bürgermeister der Hansestadt Lübeck.

## Leben
David Divessen war der Sohn von Hinrich Dives, Sohn des gleichnamigen Kaufmanns und der Adelheid Steen, der Schwester von Tidemann Steen. Er gehörte zu den reichsten Kaufleuten und war Mitglied in allen drei an der Maria-Magdalenen-Kirche angeschlossenen Bruderschaften (Heilig-Leichnam, Antonius und Leonhard). Seine Familie besaß ab 1438 die sogenannte Divessen-Kapelle (unterste Kapelle auf der Südseite) in der Lübecker Marienkirche.
Er wurde im Jahr 1500 in den Rat der Stadt Lübeck gewählt. Bereits 1503 wurde er einer der Bürgermeister der Stadt. Er vertrat Lübeck vielfach diplomatisch nach außen, zuerst 1503 bei Verhandlungen mit Dänemark in Lübeck, Segeberg und Rostock. Im Sommer 1504 reiste er zu Verhandlungen mit Gesandten der Niederlande nach Münster und gegen Ende des Jahres schloss er den Münzvertrag mit Hamburg und Lüneburg als Mitgliedern des Wendischen Münzvereins ab. Im Jahr 1506 führte er erneute Verhandlungen mit König Johann von Dänemark in Segeberg und schloss den Zweiten Münzvertrag mit Hamburg und Lüneburg ab. Im Mai 1507 war Divessen Vertreter Lübecks auf dem Hansetag in Lübeck. Danach reiste er mit Tideman Berck zu Friedensverhandlungen mit Dänemark nach Nykøbing.
David Divessen war verheiratet mit Margarethe, einer Tochter des Lübecker  Bergenfahrers und Ratsherrn Johann Sine (Tzine). Der 1533 verstorbene Lübecker Ratsherr David Divessen war ihr Sohn. Die Tochter Dorothea († 1548) heiratete den späteren Lübecker Ratsherrn Heinrich Gruter.
Er bewohnte das Haus Mengstraße 6 in Lübeck. 1501 kaufte er Kastorf von Windele, einer Enkelin von Tidemann Steen, Stieftochter von Heinrich von Stiten und Witwe des Ratsherrn Konrad Möller. Außerdem gehörten ihm Israelsdorf und weitere Stadthäuser.